# Cymbomorpha convexa
Cymbomorpha convexa är en insektsart som beskrevs av Goding. Cymbomorpha convexa ingår i släktet Cymbomorpha och familjen hornstritar. Inga underarter finns listade i Catalogue of Life.